# Martin Latsis
Martin Latsis (lettiska: Mārtiņš Lācis, ryska: Мартын Иванович Лацис), född 16 november 1888, död 20 mars 1938, var en sovjetrysk bolsjevikledare av lettisk börd.
Under åren efter oktoberrevolutionen 1917 var han en framstående ledare för den bolsjevikiska säkerhetspolisen, tjekan. Det var bland annat under Latsis ledning som tjekan bedrev en omfattande terror mot bolsjevismens politiska motståndare. Ukrainska kosacker förföljdes och mördades.